# Ischasia ecclinusae
Ischasia ecclinusae là một loài bọ cánh cứng trong họ Cerambycidae.